# Montgaroult
Montgaroult è un comune francese di 377 abitanti situato nel dipartimento dell'Orne nella regione della Normandia.

## Società

### Evoluzione demografica
Abitanti censiti